# Killing Gunther
Killing Gunther es una película estadounidense de 2017 escrita y dirigida por Taran Killam en su debut como director. Fue protagonizada por Arnold Schwarzenegger, Cobie Smulders y Bobby Moynihan. Fue estrenada en vídeo el 22 de septiembre de 2017, antes de tener un estreno limitado en salas de cine en octubre del mismo año por Saban Films.

## Sinopsis
Robert "Gunther" Bendik es, sin lugar a dudas, el mejor asesino a sueldo que existe en la actualidad, a pesar de ser un veterano. Un grupo de asesinos decide unirse con un objetivo en común: asesinar a Gunther. Sin embargo, su experiencia y pericia lo convierten en un adversario de temer y que los pondrá a prueba constantemente.

## Reparto
- Arnold Schwarzenegger es Robert "Gunther" Bendik.
- Taran Killam es Blake.
- Bobby Moynihan es Donnie.
- Hannah Simone es Sanaa.
- Peter Kelamis es Rahmat.
- Aaron Yoo es Pak Yong Qi.
- Paul Brittain es Gabe.
- Amir Talai es Izzat "Crusher" Bukhari.
- Steve Bacic es Max.
- Ryan Gaul es Barold.
- Allison Tolman es Mia.
- Cobie Smulders es Lisa.
- Aubrey Sixto es Ashley.
- Alex Duncan es Jewel.